# 색채 철학

RGB 컬러 스타

색채 철학(philosophy of color)은 색상의 지각 경험의 본질과 관련된 지각 (철학) 철학의 하위 집합이다. 색채 지각에 대한 명시적인 설명은 다양한 존재론적 또는 형이상학적 관점 중 하나에 대한 헌신을 요구한다. 즉, 색상 현실주의와 각각 관련된 외부주의/내부주의, 색상이 사물이 소유한 물리적 속성이라는 관점, 색상 허구주의를 구별한다. 색상에는 그러한 물리적 성질이 없다고 본다.

## 같이 보기
- 감각질
- 사실주의